# 本間資貞
本間 資貞（ほんま すけさだ）は、鎌倉時代後期の武将。

## 経歴・人物
本間氏は相模国小野氏の一族。北条高時に仕えた御家人の人見光行に従い、楠木正成の守る河内赤坂城に攻めいり、光行と共に抜け駆けをし、討死した（上赤坂城の戦い）。